# Flemming Møller (borgmester)
 For alternative betydninger, se Flemming Møller (flertydig). (Se også artikler, som begynder med Flemming Møller)
Flemming Møller (født 30. oktober 1947 på Frederiksberg, død 13. oktober 2017 i Annisse) var en dansk politiker fra partiet SF, der fra 1998 til 2001 var borgmester i Helsinge Kommune.
Møller indtrådte for første gang i Helsinge byråd 26. september 1984 som stedfortræder for Karen Bentzon. I 1997 blev han med støtte fra Socialdemokratiet og to lokallister valgt som den første røde borgmester i kommunen, der ellers altid havde været Venstre-ledet. Imidlertid holdt samarbejdet mellem de fire partier ikke valgperioden ud, og Møller måtte i stedet lave forlig med det store oppositionsparti Venstre, der efter kommunalvalget i 2001 tog borgmesterposten tilbage.
Efter kommunalreformen, hvor Helsinge blev lagt sammen med nabokommunen Græsted-Gilleleje til Gribskov Kommune fik Møller sæde i den ny kommunalbestyrelse. I 2013 dannede Flemming Møller sammen med partifællen Cannot Finn Kroner, den konservative Anders Gerner Frost og venstremanden Morten Ulrik Jørgensen den tværpolitiske lokalliste Nytgribskov, hvis erklærede formål var at samle blokkene for at kunne indgå de bredest mulige forlig. Året efter trak Flemming Møller sig dog fra byrådet for at gå på pension. Han var dog herefter stadig næstformand i forsyningsselskabet Grib Vand, samt medlem af bestyrelsen for Gribskov Efterskole.